# Apollinaris (water)

Logo van Apollinaris.

Apollinaris is een Duits mineraalwatermerk, dat sinds 2006 eigendom is van The Coca-Cola Company, en dat niet in Nederland, maar wel in België verkrijgbaar is. 

## Geschiedenis
Toen wijnboer Georg Kreuzberg vaststelde dat zijn wijngaard in de buurt van Bad Neuenahr in de Duitse Eifel niet gedijde, ging hij in de ondergrond op zoek, en vond er in 1852, op 15 meter diep, koolzuurhoudend water. Kreuzberg noemde de bron naar Apollinaris van Ravenna, de patroonheilige van de wijn. Bovendien was de wijngaard gelegen op het pelgrimspad naar de Remagen Apollinarisberg. En zo ontstond de bron van Apollinaris. Na Kreuzbergs dood in 1873 stichtten de erfgenamen de “Aktiengesellschaft Apollinarisbrunnen vormals Georg Kreuzberg”, die in 1885 ook de nabijgelegen Heppinger Brunnen verwierf. 
In 1897 ging Apollinaris in Britse handen over, waardoor het tijdens de Tweede Wereldoorlog in Nazi-Duitsland het mikpunt werd van inbeslagname ten voordele van de SS. In 1955 verwierf Schweppes het bedrijf, en na nog enkele overnames kwam het in 2006 in handen van The Coca-Cola Company. 
Apollinaris-bronwater is sedert 2021 niet meer in de winkel te koop. Het wordt nog wel aan horecabedrijven geleverd. Het water kreeg in 2018 en 2019 een slechte beoordeling van de Stiftung Warentest.